# Yekatit 12
Yekatit 12 je datum u kalendaru Ge'ez koji se odnosi na pokolj  i zatvaranje Etiopljana od strane talijanskih okupacijskih snaga nakon pokušaja atentata na maršala Rodolfa Grazianija, markiza od Negelea, potkralja Talijanske Istočne Afrike, 19. veljače 1937. godine. Graziani je vodio talijanske snage do pobjede nad Etiopljanima u drugoj talijanskoj invaziji na Etiopiju i bio je vrhovni guverner talijanske istočne Afrike. Ovo je opisano kao najgori pokolj u etiopskoj povijesti.
Procjene su različite o broju ubijenih u tri dana nakon atentata na Grazianija. Etiopski izvori tvrdili su da su Talijani ubili 30.000 ljudi, dok se druge procjene kreću između 1.400 i 6.000 mrtvih; Povijest masakra iz 2017. procjenjuje da je ubijeno 19 200 ljudi, odnosno 20 posto stanovništva Addis Abebe. Tijekom sljedećeg tjedna, brojni Etiopljani za koje se sumnjalo da se suprotstavljaju talijanskoj vlasti uhićeni su i pogubljeni, uključujući članove Crnih lavova i druge članove aristokracije. Car Haile Selassie je poslao 125 ljudi u inozemstvo da dobiju fakultetsko obrazovanje, ali većina njih je ubijena. Mnogo ih je više bilo zatvoreno, čak i suradnici kao što je Ras Gebre Haywot, sin Ras Mikaela iz Wolloa, Brehane Markos i Ayale Gebre, koji su pomogli Talijanima identificirati dvojicu muškaraca koji su pokušali ubiti Grazianija.

## Pozadina
Nakon poraza etiopskih snaga pod njegovim osobnim zapovjedništvom u bitci kod Maychewa 31. ožujka 1936., car Haile Selassie napustio je Etiopiju kako bi se obratio Ligi naroda i molio za njihovu pomoć protiv Talijana. Postavio je svog bliskog prijatelja i rođaka Ras Imrua Hailea Selassiea za svog regenta tijekom njegove odsutnosti, koji je pokušao uspostaviti privremenu vladu u Goreu, u jugozapadnom dijelu zemlje. Gore se, međutim, nalazio duboko u domovini naroda Oromo, koji se protivio njegovim pokušajima da održi imperijalnu hegemoniju; neki su otišli toliko daleko da su se približili Britancima da priznaju njihove pokušaje stvaranja Zapadne Galla konfederacije.  Kada su Talijani 24. listopada napredovali prema Nekemteu, Ras Imru je smatrao da je njegov položaj neodrživ i marširao je na jug u potrazi za ugodnijim okruženjem. Dva su protivnika manevrirala iznad jugozapadne Etiopije, Talijani su progonili Etiopljane, tijekom mjeseca studenog sve dok Ras Imru nije uhvaćen na obalama rijeke Gojeb, gdje se nakon žestokih borbi Ras Imru predao 18. prosinca.
U međuvremenu, lojalisti su 28. srpnja pokušali ponovno zauzeti Addis Abebu. Razne naoružane skupine Etiopljana napale su talijanske položaje u glavnom gradu, potpuno iznenadivši branitelje; prvi Talijani na koje su naišli bili su navodno grupa koja je radila na bušotini. Međutim, general Gariboldi očekivao je napad na prijestolnicu i pripremio se za tu mogućnost. Iako je postrojba pod vodstvom Abebea Aragaija skoro ušla u Mali Gebbi, gdje je Graziani radio, Etiopljani su bili odbijeni sa svih strana. Unatoč posljednjem okupljanju Abunea Petrosa posljednjeg dana bitke, koji je predvodio konačno napredovanje na Trgu svetog Jurja, napad na grad nije uspio.
Na kraju, preostale etiopske snage na jugoistoku bile su iscrpljene. Ras Desta Damtew i Dejazmach Beyene Merid zadržali su kontrolu nad glavnim gradovima svojih provincija u Irgalemu i Gobi do studenog. Dana 23. studenog motorizirana kolona pod kapetanom Tuccijem prodrla je u regiju, izazvavši pobunu lokalnog naroda Sidama; Irgalem je pao u ruke Talijana 1. prosinca, a Ras Desta i Dejazmach Beyene Merid povukli su se natrag u planine pokrajine Bale. Uslijedila je igra mačke i miša, sve dok zadnjih nekoliko tisuća vojnika pod njihovim zapovjedništvom nije stjerano u kut u blizini jezera Shala i uništeno od strane nadmoćnijih Talijana u bitci kod Gogettija 18. veljače 1937. godine. Ras Desta je uspio sam pobjeći s bojnog polja, ali je ulovljen i pogubljen nekoliko dana kasnije. Sa smrću Ras Desta Damtewa, sav organizirani etiopski otpor Talijanima je nestao.

## Napad na Grazianija
Unatoč neupitnoj kontroli nad novom talijanskom istočnom Afrikom početkom veljače 1937., Graziani još uvijek nije vjerovao njezinim stanovnicima. Tijekom prethodne godine, nakon što su njegovi ljudi zarobili Jijigu, pregledavao je etiopsku pravoslavnu crkvu kada je upao kroz skrivenu rupu u podu, za koju je bio uvjeren da mu je pripremljena kao zamka. "Iz tog događaja", piše Anthony Mockler, "moguće je datirati njegovu paranoičnu mržnju i sumnju prema koptskom svećenstvu."  Unatoč tome, kako bi proslavio rođenje princa od Napulja, Graziani je najavio da će osobno podijeliti milostinju siromašnima u petak, 19. veljače, u palači Genete Leul (poznatoj i kao Mali Gebbi).
U gomili koja se stvorila tog petka ujutro bila su dva mlada Eritrejca koji žive u Etiopiji po imenu Abraha Deboch i Mogus Asgedom. Budući da je njihova sreća ograničena u talijanskoj koloniji, došli su u Etiopiju da se upišu u školu Menelik II, gdje su ih nedavni događaji prestigli. Očito se prilagođavajući novoj upravi, Abraha se zaposlio u Fašističkom političkom birou, gdje su ga njegovo eritrejsko podrijetlo, poznavanje talijanskog i poznavanje grada učinili korisnim. Međutim, prema Richardu Pankhurstu, Abraha Deboch se ogorčeno protivio Talijanima, posebno njihovim rasističkim praksama. Prije nego što je napustio njihovu kuću, Abraha je stavio talijansku zastavu na drveni pod, zabio bajunet kroz nju, a zatim za bajunet privezao etiopsku zastavu.
Službena ceremonija započela je kako se moglo i očekivati. Graziani je održao govor, brojni etiopski uglednici su se pokorili pobjednicima, talijanski su zrakoplovi izvršili prelet iznad grada, au 11 sati dužnosnici su počeli dijeliti obećanu milostinju svećenicima i siromašnima.
Abraha i Mogus uspjeli su se provući kroz gomilu do podnožja stepenica za Mali Gebbi, a zatim su počeli bacati granate. Prema jednom izvještaju, uspjeli su lobati njih 10 prije nego što su pobjegli u zbrci koja je nastala. Prema Richardu Pankhurstu, s mjesta događaja hitno ih je odvezao treći zavjerenik, taksist po imenu Simeyon Adefres. Pankhurst mu također pripisuje zasluge da je osigurao granate koje su bacili Abraha i Mogus.  Rečeno je da je Adefres uspio nabaviti granate od vojnika etiopskog otpora talijanskoj kolonizaciji s kojim se sprijateljio, te da je taj isti vojnik, mitraljezac, naučio Abrahu i Mogusa kako koristiti granate.
Iza njih, među mrtvima je bio i nosilac kišobrana Abune Qerellosa. Među ranjenima su bili sam Abuna, viceguverner general Armando Petretti, general Aurelio Liotta iz zračnih snaga i sam potkralj; pokraj njega je eksplodirala jedna granata koja mu je u tijelo zabila 365 šrapnela. Graziani je hitno prebačen u talijansku bolnicu gdje je odmah operiran i spašen. General Liotta izgubio je nogu u napadu.
Neko su se vrijeme Abraha i Mogus skrivali u drevnom samostanu Debre Libanos, ali su ubrzo nastavili dalje, tražeći utočište u Anglo-egipatskom Sudanu. Negdje u Gojjamu lokalni stanovnici, uvijek sumnjičavi prema strancima, ubili su ih. Adefris se vratio u Adis Abebu nakon što je odvezao Abraha i Mogusa u samostan, njihovo prvo odredište, gdje je ostao s njima tjedan dana; međutim, ubrzo nakon povratka u glavni grad uhitile su ga fašističke vlasti i mučile do smrti.

## Represalije
Talijanski odgovor je bio trenutan. Prema Mockleru, "talijanski karabinjeri pucali su u gomile prosjaka i siromaha koji su se okupili radi dijeljenja milostinje; a kaže se da je savezni sekretar, Guido Cortese, čak pucao iz revolvera u skupinu etiopskih dostojanstvenika koji su stajali oko njega." Nekoliko sati kasnije, Cortese je izdao kobnu naredbu:
Ostatak tog dana, tijekom subote i nedjelje, Talijani su ubijali Etiopljane bodežima i pendrecima uz povike "Duce! Duce!" i "Civiltà Italiana!" Domorodačke kuće su polijevali benzinom i palili. Provaljivali su u domove lokalnih Grka i Armenaca i linčovali njihove sluge. Neki su čak pozirali na leševima svojih žrtava i fotografirali se. U tri dana Talijani su samo u Adis Abebi ubili između 1.400 i 30.000 Etiopljana. Etiopljani od tada prvi dan pokolja obilježavaju kao "Yekatit 12" (etiopski 19. veljače). U Addis Abebi postoji istoimeni spomenik u znak sjećanja na etiopske žrtve talijanskog zločina.
Pokušaj ubojstva dao je Talijanima razlog da provedu Mussolinijevu naredbu, izdanu još 3. svibnja 1936., za pogubljenje po kratkom postupku "Mladih Etiopljana", male skupine intelektualaca koji su stekli fakultetsko obrazovanje na američkim i europskim fakultetima. Isti dan kada je izvršen atentat, osnovan je vojni sud, a do noći je suđeno 62 Etiopljana koji su strijeljani u zatvoru Alem Bekagn u Adis Abebi. "Masakr u Grazianiju označio je gotovo potpunu likvidaciju intelektualne komponente Pokreta otpora", piše Bahru Zewde.
Tisuće Etiopljana svih slojeva poslano je u logore u Danan u Ogadenu i Nokra u arhipelagu Dahlak. Uvjeti u Dananu bili su negostoljubivi, a Graziani je naredio da zatvorenici dobiju samo minimum hrane i vode. Kao što Sbacchi primjećuje, "loši objekti, uključujući zahode, vlažna klima, malarija, želučane infekcije i spolne bolesti odnijeli su mnoge živote, posebno među onima koji su bili prisiljeni raditi na kanalu za navodnjavanje ili na plantažama banana i šećerne trske." Između 10 posto i polovice zatvorenika umrlo je u Dananu.
Uvjeti u Nokri bili su još gori nego u Dananu, prema Sbacchiju. Zatočenici koji su tamo poslani pridružili su se 500 zatvorenika koji služe doživotnu kaznu zatvora za teške političke zločine, čime se ukupan broj zatvorenika povećao na 1500. Logoraši su patili od nedostatka pitke vode, sunčanice, močvarne groznice i dizenterije.
Konačna odmazda uslijedila je u svibnju. Istražitelji su otkrili da su Abraha i Mogus neko vrijeme ostali u Debra Libanos, a mali posredni dokazi upućuju na to da su redovnici unaprijed znali za svoje planove. Graziani, svjestan svoje nesreće u Jijigi, vjerovao je da su bili suučesnici i 19. svibnja telegramom je poslao lokalnom zapovjedniku: "Stoga po kratkom postupku pogubite sve redovnike bez razlike, uključujući i vicepriora." Sutradan, na blagdan njihove zaštitnice Tekle Haymanot, prema zapisima talijanskih fašista strijeljano je 297 redovnika plus 23 laika, cjelokupno stanovništvo samostana; drugi izvori procjenjuju broj poginulih na 1500 do 2000.

## Galerija
- Odrubljivanje glave Etiopljaninu
- Žrtva zavezana za drvo
- Pripreme za vješanje Etiopljanina
- Tijela žrtava pokolja

## Žrtve
Procjene o broju ubijenih u masakru variraju. Etiopski izvori tvrdili su da je ubijeno 30.000 ljudi, dok su francuske i američke novine iznosile brojke od 1.400 do 6.000 mrtvih. Povjesničar Angelo Del Boca i britanski pisac Anthony Mockler procijenili su 3.000 smrti. Povijest masakra iz 2017. Iana L. Campbella procjenjuje da je ubijeno 19.200 ljudi.

## Komemoracija
Etiopija svake godine komemorira žrtve talijanskog fašizma. Dana 22. veljače 2023., kako bi se poklopio s obilježavanjem 86. godišnjice masakra Yekatit 12, veleposlanstvo Sjedinjenih Država u Adis Abebi održalo je svečano ponovno otvaranje obnovljena zgrada "American Gibbi", u kojoj je otpravnik poslova SAD-a Cornelius Van H. Engert sklonio 700 Etiopljana koji su bježali pred nasiljem i time im spasio živote. U Italiji je u listopadu 2006. godine predložen Dan sjećanja na afričke žrtve, ali nije ustanovljen nakon pada kabineta Prodija II..